# Haplochromis sp. nov. 'Kyoga flameback'
Haplochromis sp. nov. 'Kyoga flameback é uma espécie de peixe da família Cichlidae.
É endémica do Uganda.